# Luci Ati
Luci Ati (en llatí: Lucius Atius) era un militar romà que formava part de la gens Àtia.
Era el primer tribú de la Legio II en la guerra que va enfrontar la República de Roma amb el poble dels istris l'any 178 aC.